# Frederick Burton

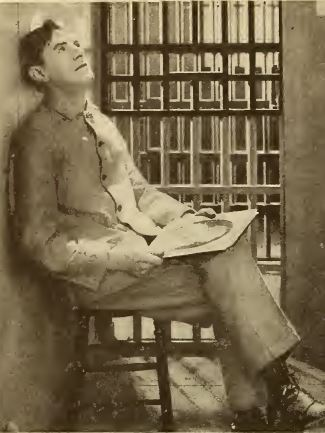
Frederick Burton in Heliotrope (1920)

Frederick Wishard Burton (* 20. Oktober 1871 in Indianapolis, Indiana; † 23. Oktober 1957 in Woodland Hills, Kalifornien) war ein US-amerikanischer Film- und Theaterschauspieler.

## Leben und Karriere
Der frühere Opernsänger Frederick Burton arbeitete bereits in den 1900er Jahren als erfolgreicher Theaterschauspieler, der vorrangig für seine Darstellung von ländlichen Amerikanern bekannt war. Zwischen 1904 und 1930 spielte er in insgesamt über 20 Produktionen am Broadway. 1913 war er in dem von Cecil B. DeMille produzierten Theaterstück Reckless Age zu sehen.
Frederick Burton machte 1914 sein Filmdebüt und trat in den folgenden Jahren regelmäßig in Stummfilmen auf, darunter als Matthew Cuthbert in der Stummfilmversion von Anne of Green Gables neben Mary Miles Minter. Den Übergang zum Tonfilm schaffte Burton ohne Probleme. In den ersten Jahren der Tonfilmära erhielt er ausgewachsene Nebenrollen, so neben John Wayne in Raoul Walshs Western Der große Treck und in Josef von Sternbergs Drama Eine amerikanische Tragödie (1931). Ab Mitte der 1930er-Jahre wurden seine Filmrollen allerdings spürbar kleiner und er erhielt häufig keine Nennung im Abspann. Der hochgewachsene, würdevoll aussehende Schauspieler verkörperte vor allem Autoritätsfiguren wie Doktoren (Reise ohne Wiederkehr), Richter (Blinde Wut), Politiker (Theodora wird wild) oder Pfarrer (So ein Papa). 1947 zog er sich nach rund 125 Kinofilmen von der Schauspielerei zurück.
Frederick Burton starb im Jahr 1957, drei Tage nach seinem 86. Geburtstag, und hinterließ seine zweite Ehefrau Jessie. Er wurde auf dem Valhalla Memorial Park Cemetery in North Hollywood bestattet.

## Filmografie (Auswahl)
- 1914: Forgiven; Or, The Jack of Diamonds
- 1918: Ruggles of Red Gap
- 1919: Anne of Green Gables
- 1923: The Fighting Blade
- 1927: Running Wild
- 1930: Der große Treck (The Big Trail)
- 1931: Mata Hari
- 1931: The Woman from Monte Carlo
- 1931: Eine amerikanische Tragödie (An American Tragedy)
- 1931: Tom Keene, der König der Steppe (Freighters of Destiny)
- 1932: Zwei Sekunden (Two Seconds)
- 1932: Reise ohne Wiederkehr (One Way Passage)
- 1932: Jagd auf James A. (I Am a Fugitive from a Chain Gang)
- 1932: Silberdollar (Silver Dollar)
- 1932: Der Abend des 13. Juni (The Night of June 13)
- 1933: Der Staranwalt von Manhattan (Counsellor at Law)
- 1934: Liebeskadetten (Flirtation Walk)
- 1934: Sadie McKee
- 1934: Das leuchtende Ziel (One Night of Love)
- 1935: Der Jazzkadett (Shipmates Forever)
- 1936: Blinde Wut (Fury)
- 1936: Theodora wird wild (Theodora Goes Wild)
- 1936: Seine Sekretärin (Wife vs. Secretary)
- 1937: Der letzte Gangster (The Last Gangster)
- 1937: Der Liebesreporter (Love Is News)
- 1938: Jezebel – Die boshafte Lady (Jezebel)
- 1938: Die goldene Peitsche (Kentucky)
- 1939: Die alte Jungfer (The Old Maid)
- 1939: Damals in Hollywood (Hollywood Calvacade)
- 1939: Ich war ein Spion der Nazis (Confessions of a Nazi Spy)
- 1939: Mr. Smith geht nach Washington (Mr. Smith Goes to Washington)
- 1940: Go West
- 1940: Dritter Finger, linke Hand (Third Finger, Left Hand)
- 1940: Treck nach Utah (Brigham Young)
- 1941: Babes on Broadway
- 1942: Tennessee Johnson
- 1942: Silver Queen
- 1944: Wilson
- 1944: So ein Papa (Casanova Brown)
- 1947: Eine Welt zu Füßen (The Foxes of Harrow)